# 细刺鹤虱
细刺鹤虱（学名：Lappula tenuis）是紫草科鹤虱属的植物，是中国的特有植物。分布于中国大陆的新疆等地，生长于海拔1,500米的地区，多生在山地阳坡，目前尚未由人工引种栽培。